# 圖利亞拉二區
圖利亞拉二區，是馬達加斯加的行政區，位於該國南部，由阿齊莫-安德列發那區負責管轄，首府設於圖利亞拉，面積6,776平方公里，2011年人口250,432，人口密度每平方公里37人。